# Likőr

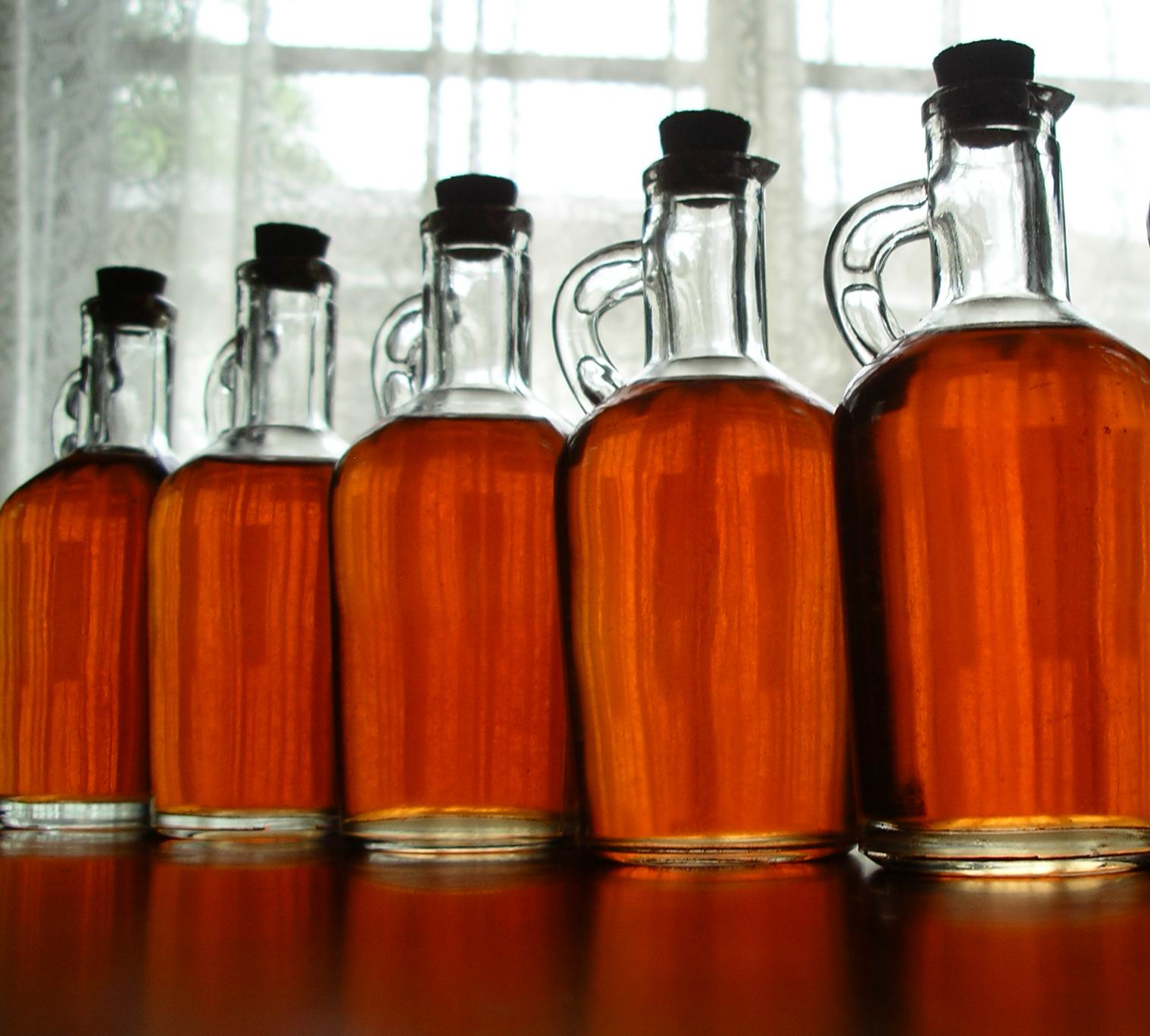
Házi készítésű palackozott eperlikőr

A likőr olyan szeszes ital, melyet nagy mennyiségű hozzáadott cukorral édesítenek, és általában különböző élelmiszerekkel vagy aromákkal ízesítenek. Alkoholtartalma gyakran alacsonyabb a tisztán palackozott párlatokénál, de legalább 15%. A likőröket általában nem érlelik, de előállításukkor gyakran pihentetik őket, hogy az ízanyagok összeérjenek.
A likőröket könnyű összetéveszteni bizonyos más, hasonlóan édes alkoholos italfajtákkal, ráadásul egyes kategóriák (például az ízesített vodka vagy a pastis) részben át is fedik a likőr fogalmát. A likőrök és más édes alkoholos italok közt az a fő különbség, hogy az utóbbiak nem égetett szeszből készülnek vagy többé-kevésbé cukrozatlanok, esetleg 15% alatti az alkoholtartalmuk. Az Európai Unióban a likőröknek legalább 100 gramm cukrot kell tartalmazniuk literenként, az Egyesült Államokban pedig legalább 2,5 tömegszázaléknyit, azaz literenként körülbelül 22–25 grammot.
Leggyakrabban az ánizsos párlatokat tévesztik össze az ánizslikőrökkel, ugyanis az ánizsolaj miatt ezek is kimondottan édesek, és gyakran némi cukrot is tartalmaznak. A desszertborok is likőrnek tűnhetnek, de azok nem tartalmaznak hozzáadott cukrot vagy ízesítőket. A likőrborok, például a vermut szintén nem likőrök, mert nagyobbik részben borból állnak. További félreértéseket okoz, hogy az angol nyelvben ma használt liquor (alkoholos ital, főleg égetett szesz) és liqueur (likőr) szavakat is könnyű összetéveszteni.

## Fajtái

### Növényi likőrök
A legkorábbi likőrök az élvezeti szeszfogyasztás kezdeti időszakában, a 14. században jelentek meg, és különböző fűszerekkel, gyógynövényekkel ízesítették őket. Gyakran azonosítják őket a korabeli gyógyszerészeti párlatokkal, de a likőrök már a kezdetekben sem követték a korabeli gyógyszerészeti elveket. Míg az orvosi tinktúrák elődei alkoholos gyógynövénypárlatok voltak, melyeket igen kis mennyiségben vettek be kanalas orvosságként vagy ételhez-italhoz keverve, addig a likőrök önálló italként fogyasztott, édesített és gyakran csak egyszerű áztatással ízesített szeszek voltak, melyeknek az élvezeti értékük volt a legfontosabb.
Először a nemesség, majd a polgárság, főleg a nők egyik kedvelt italává vált. A középkori diplomaták is előszeretettel fogyasztották, a szerződéskötések egyik kelléke lett.
A növényi likőrök közé tartoznak a keserűlikőrök is, melyek a (likőröknél időnként alacsonyabb cukortartalmú vagy cukrozatlan) bitterek közé is sorolhatók. Általában aperitifként vagy digesztifként fogyasztják őket.

### Gyümölcslikőrök

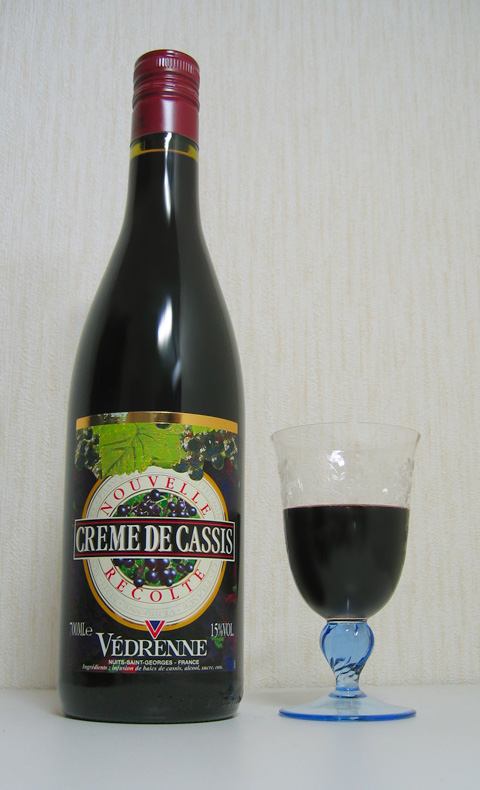
Feketeribizli-krémlikőr (crème de cassis).

A gyümölcslikőrök készítéséhez egész vagy összezúzott gyümölcsöket használnak fel, melyeket alkoholban kivonatolnak. A citrusféléknek általában csak a héját használják fel, melyek ázatát időnként le is párolják, például a triple sec esetén. A likőrhöz használt alkohol a legtöbbször finomszesz, de előfordul többek közt az adott gyümölcs párlata vagy rum, brandy, illetve cognac is. Az Európai Unióban a gyümölcslikőrökhöz nem használhatók aromaanyagok – míg a „gyümölcsízű likőrökhöz” igen.
Ismertebb gyümölcslikőrfajták
- Prune brandy, orange brandy, apricot brandy, cherry brandy: szilva-, narancs-, sárgabarack- illetve cseresznyelikőrök, melyek alapja akár finomszesz is lehet. Nevük miatt sokszor gyümölcspárlatnak vagy ízesített brandynek hiszik őket.[1]
- Limoncello, olasz citromlikőr.
- Curaçao, a larahának nevezett keserűnarancs-alfaj (Citrus aurantium currassuviencis) héjából. Nevét Curaçao szigetéről kapta.
- Triple sec, eredetileg Curaçao triple sec, a curaçao egy változata.
- Solbaerrom vagy „feketeribizli-rum”, dán feketeribizli-likőr, mely a neve ellenére nem feltétlenül rumból készül.[1]
- Sloe gin, gin alapú kökénylikőr.[1]
- Damson gin, főleg az Egyesült Királyságban népszerű, kökényszilva ginbe áztatásával készült (általában házi-) likőr.
- Pacharán (baszkul: patxaran), ánizslikőrbe áztatott kökénnyel készült likőr Navarrából.[1]
- Crème de cassis, francia feketeribizli-krémlikőr.[1]
- Guignolet, francia cseresznyelikőr.[1]
- Nocino, sötétbarna olasz likőr zöld dióból, szesztartalma legalább 30, de jellemzően 40 százalék.[1]
- Maraschino, marrasquino vagy maraskino, marascameggy párlatából, vagy annak alkoholba áztatásával készült, dalmáciai eredetű likőr.[1]
- Umesu (梅酒; Hepburn: umeshu?)), éretlen japán kajszival ízesített japán likőr. 10-15%-os alkoholtartalma miatt gyakran „japán szilvaborként” ismerik.

Mivel a fenti likőrfajták közül nem mindet rögzítették törvényben, ezekből az olcsóbb változatokat gyakran nem gyümölccsel ízesítik.

### Krémlikőrök
A krémlikőrök neve nem alapanyagukra, hanem sűrűségükre utal. A „crème de” előtaggal (és az alapanyag nevével) is árusított likőrök legalább 250 gramm cukrot (de időnként ennél is többet, a crème de cassis például legalább 400 grammot) tartalmaznak literenként, így olajosan sűrűek. Különböző gyümölcs- és növényi likőrök tartoznak közéjük, például feketeribizli-, banán-, borsmenta-, kakaó- és ibolyavirág-likőrök.

### Tejszínlikőrök
A cream liqueur-ből született leiterjakab nyomán a magyar köznyelv gyakran szintén „krémlikőrnek” nevezi a tejszínlikőröket. Ezek a likőrök égetett szesz és tejszín emulzióján alapulnak. (A magyar nyelvben összekeveredett krém- és tejszínlikőröket nemzetközileg a francia crème és az angol cream szavakkal különböztetik meg.)
Legkorábbi és legismertebb fajtája az 1974-ben megjelent ír tejszínlikőr (angolul Irish cream liqueur vagy egyszerűen Irish cream, elterjedt hibás fordításban „írkrém”), mely frissen felhasznált ír tejszínből és finomszeszből vagy más párlatból készül, ír whisky hozzáadásával. (Előírás szerint a felhasznált alkoholnak mindössze 1%-ban kel whiskynek lennie.)
A tejszínlikőrök alapja és fűszerezése változatos, szinte csak a tejszíntartalmuk köti össze őket, illetve az, hogy többnyire finomszeszt is tartalmaznak. Híresebb márkák a
- Bailey's Irish Cream, ír whiskyvel
- Saint Brendan's Irish Cream Liqueur, ír whiskyvel
- Heather Cream, skót whiskyvel
- Cruzan Rum Cream, amerikai rummal
- Amarula, dél-afrikai marula gyümölcsének érlelt párlatával.
- Voyant Chai Cream, érlelt rummal

### Egyéb likőrök
A likőrökbe sokféle egyéb élelmiszer is áztatható, vagy keverhető hozzájuk, például kávé, kakaó, vanília, tojás.

### Ánizslikőrök

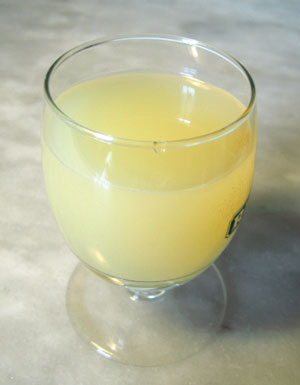
Egy pohár higított pastis – a kicsapódott ánizsolaj átlátszatlanná teszi az italt

Az ánizslikőrök jellegzetessége, hogy vízzel felhígítva az ánizsolaj fehéren kicsapódik belőlük, átlátszatlanná téve az italt – a jelenséget louche-hatásnak nevezik. A legismertebb ánizslikőrök a Sambuca, az Anisette és a Galliano. Az ánizslikőröket leginkább magas cukortartalmuk különbözteti meg az egyéb ánizsos párlatoktól (például ouzo, rakı, abszint), melyek többé-kevésbé cukormentesek, ezért nem likőrök. Egyes ánizsos italoknak azonban aránylag kötetlen a cukortartalmuk, így ezek lehetnek likőrök vagy akár teljesen cukormentesek is – ilyen például a pastis vagy a pontarlier.

### Likőrök és ízesített vodkák
A likőrök és az ízesített vodkák halmaza között lényeges átfedés van. Ha egy szeszesital vodkának minősülő finomszesz ízesítésével készült (ami a likőröknél általánosan jellemző), illetve legalább 100 g/l cukrot tartalmaz és legalább 37,5% alkoholtartalmú, akkor az likőrként és ízesített vodkaként egyaránt forgalomba kerülhet
Az utóbbi évtizedekben több vodkamárka is forgalomba hozott olyan ízesített vodkákat, amelyek magas cukortartalmuk miatt egyben likőrök is, ezek marketingjében azonban kerülik a „likőr” kifejezést, és (ízesített) vodkaként pozicionálják őket, többek közt a natúr vodkáikéval azonos márkanevet, palackot és címketervet is felhasználva.

## Az elnevezés története
A likőr szó eredete a latin liquorem (alanyesetben liquor), mely folyadékot jelent, és az ófrancia nyelvben licor formában jelent meg a 12. században, azonos jelentéssel. Az angolban a liquor 1300 környékén már szűkebb értelemben alkoholos italt (elsősorban bort) is jelentett, ám a tágabb jelentése itt is csak 1700 környékén vált elavulttá. Az angol liquor azóta is alkoholos italt (főleg égetett szeszt) jelent, ám hamarosan újabb szóként modern formájában (liqueur) is átvették a francia kifejezést, amit 1729-ben már mai jelentésében jegyeztek fel – a liqueur tehát az angolban hamarabb jelentett likőrt, mint a franciában. Franciául a liqueure spiritueuse égetett szeszes ital volt, majd a liqueur önmagában is felvette ezt a jelentést, de itt még a 19. század végén sem csak a likőrökre használták, hanem továbbra is minden égetett szeszt liqueur-ként említettek. A likőr a magyarban a németen keresztül (Likör) jelent meg.

## Lásd még
- Égetett szesz
- Likőrbor

## Külső hivatkozások
- Likőrreceptek a Wikikönyvekben
- Likőr készítése házilag, az Index.hu fóruma
- Likőrreceptek, érdekességek, történetek